# Dispositif de Peaucellier-Lipkin
Pour les articles homonymes, voir Dispositif.

Animation du mécanisme de Peaucellier-Lipkin : les barres de même couleur sont de longueur égale.

Le dispositif de Peaucellier-Lipkin est un système articulé permettant de transformer un mouvement parfaitement rectiligne en mouvement circulaire, et vice-versa.
Inventé en 1864 et nommé d'après l'officier français Charles Peaucellier (1832-1919) et le Lituanien Lipman Lipkin, il s'agit du premier dispositif plan permettant une telle transformation. Il réalise mécaniquement la transformation mathématique qu'on appelle l'inversion d'un cercle.

## Nom
Le système est désigné par des noms variables, « dispositif », « mécanisme », « inverseur » ou « parallélépipède ». Le nom de Charles Peaucellier est généralement présent, accolé ou non à celui de Lipman Lipkin.

## Principe

Schéma du dispositif.

Le principe du dispositif est basé sur l'inversion d'un cercle.
Pour un point {\displaystyle O} du plan affine euclidien et un rapport {\displaystyle k=r_{1}^{2}-r_{2}^{2}}, avec {\displaystyle 0<r_{2}<r_{1}}, on peut construire l'inverse géométrique, pour l'inversion de centre {\displaystyle O} et de rapport {\displaystyle k}, de tout point dans la couronne centrée en {\displaystyle O}, de rayon intérieur {\displaystyle r_{1}-r_{2}}, et de rayon extérieur {\displaystyle r_{1}+r_{2}} de la façon suivante :
- Un point {\displaystyle M} dans la couronne étant donné, il existe deux points d'intersection {\displaystyle P} et {\displaystyle Q} du cercle de centre {\displaystyle O} et de rayon {\displaystyle r_{1}}, et du cercle de centre {\displaystyle M} et de rayon {\displaystyle r_{2}}
- Puis on construit l'unique point {\displaystyle M'} tel que {\displaystyle PMQM'} soit un losange.
- L'application qui à {\displaystyle M} fait correspondre {\displaystyle M'} est bien l'inversion cherchée.

Le dispositif de Peaucellier-Lipkin est la transcription mécanique de cette inversion.

## Historique
Les mécanismes permettant de transformer un mouvement circulaire en un mouvement rectiligne approximatif existent depuis plusieurs siècles, mais ils nécessitent cependant des guides afin de fonctionner. Avec l'invention de la machine à vapeur, le besoin est accru. Le parallélogramme de Watt, inventé par James Watt en 1784 pour sa machine à vapeur, est le premier mécanisme planaire effectuant une telle transformation uniquement à l'aide de liaisons, mais elle reste approximative.
La question de savoir s'il existe un dispositif plan permettant cette transformation est soulevée par Charles Peaucellier en 1864 dans une correspondance aux Nouvelles annales de mathématiques, mais sans en expliciter la solution. En 1868, il conçoit un appareil pour mesurer les distances qu'il décrit dans le Mémorial de l'Officier du Génie,. En 1871, Lipman Lipkin décrit de façon indépendante le même principe dans la Revue universelle des Mines et de la Métallurgie de Liège,. Peaucellier est un officier du génie français. Lipkin est un Juif lituanien étudiant à Saint-Pétersbourg, fils du rabbin Israël de Salant. Les travaux de Peaucellier suscitent peu d'attention au moment de leur publication, au contraire de Lipkin qui est honoré par le gouvernement russe.
Le mécanisme de Peaucellier-Lipkin utilise sept tiges rigides mobiles. Il est en fait possible de résoudre le problème du mouvement rectiligne avec moins, le minimum étant de cinq tiges  mobiles comme dans l'inverseur de Hart, inventé en 1874, soit dix ans après les travaux de Peaucellier.

## Applications
Le dispositif de Peaucellier-Lipkin a été utilisé dès 1877 dans le système de ventilation du Parlement de Londres.